# John Jackson (football)
Pour les articles homonymes, voir Jackson et John Jackson (homonymie).
John Jackson est un footballeur international écossais, né le 29 novembre 1906 et décédé en juin 1965. Évoluant au poste de gardien de but, il est particulièrement connu pour ses saisons à Partick Thistle et à Chelsea. 
Il compte 8 sélections en équipe d'Écosse. Après la fin de sa carrière comme footballeur, il est devenu golfeur professionnel.

## Biographie

### Carrière internationale
John Jackson reçoit 8 sélections en faveur de l'équipe d'Écosse. Il joue son premier match le 16 mai 1931, pour une défaite 0-5, au stade Hohe-Warte de Vienne, contre l'Autriche en match amical. Il reçoit sa dernière sélection le 13 novembre 1935, pour une victoire 2-1, au Tynecastle Stadium d'Édimbourg, contre l'Irlande en British Home Championship. Il réalise 1 blanchissage lors de ses 8 sélections.
Il participe avec l'Écosse aux British Home Championships de 1933, 1935 et 1936. 